# Шапада-дус-Веадейрус (мікрорегіон)
Шапада-дус-Веадейрус (порт. Microrregião da Chapada dos Veadeiros) — мікрорегіон в Бразилії, входить в штат Гояс. Складова частина мезорегіону Північ штату Гояс. Населення становить 60 658 чоловік на 2006 рік. Займає площу 21 337,541 км². Густота населення — 2,84 чол./км².

## Склад мікрорегіону
До складу мікрорегіону включені наступні муніципалітети:
1. Алту-Параїзу-ді-Гояс
2. Кампус-Белус
3. Кавалканті
4. Колінас-ду-Сул
5. Монті-Алегрі-ді-Гояс
6. Нова-Рома
7. Сан-Жуан-д’Аліанса
8. Терезіна-ді-Гояс

| Бразилія | Це незавершена стаття з географії Бразилії. Ви можете допомогти проєкту, виправивши або дописавши її. |